# Arsenal (film, 2017)
Pour les articles homonymes, voir Arsenal (homonymie).
Pour plus de détails, voir Fiche technique et Distribution.
Arsenal est un film américain réalisé par Steven C. Miller, sorti en 2017.

## Synopsis
Mikey (Johnathon Schaech), toujours fourré dans les mauvais coups, disparaît mystérieusement avant qu’une grosse rançon soit demandée. Mais tout le monde pense qu’il a lui-même monté le coup pour récupérer de l’argent. De plus, ses liens passés avec le mafieux Eddie King (Nicolas Cage) ne plaident pas en sa faveur. Seul JP (Adrian Grenier), son frère, est persuadé qu’il est réellement en danger. Il va alors tout tenter pour le sauver. 

## Fiche technique
- Titre original : Arsenal
- Réalisation : Steven C. Miller
- Scénario : Jason Mosberg
- Photographie : Brandon Cox
- Montage :Vincent Tabaillon
- Musique : Ryan Franks et Scott Nickoley
- Production : Randall Emmett et George Furla
- Sociétés de production : Grindstone Entertainment, Emmett/Furla/Oasis Films, Ingenious Film Partners, River Bay Films et Tinker Productions
- Sociétés de distribution : Lionsgate (Etats-Unis), Marco Polo Production (France)
- Pays d'origine :  États-Unis
- Langue originale : anglais
- Format : couleur -
- Genre : policier, thriller
- Durée : 92 minutes
- Dates de sortie : 
  -  États-Unis : 6 janvier 2017
  -  France : 14 juin 2017 (directement en vidéo)

## Distribution
- Nicolas Cage (VQ : Benoit Rousseau) : Eddie King, mafieux
- John Cusack (VF : Jérôme Frossart) : Sal
- Adrian Grenier (VF : Jean Marco Montalto) : JP
- Johnathon Schaech (VF : Alain Perret) : Mickey
- Christopher Coppola : Buddy King
- Lydia Hull (VF : Judith Mestre) : Lizzie
- Heather Johansen : Kristy
- Carrie Jo Hubrich : Chelsea
- William Mark McCullough (VF : Sylvain Charbonnier) : Luca
- Abbie Gayle (VF : Gabrielle Jeru) : Alexis
- Tyler Jon Olson (VF : Renaud Heine) : Gus
- Tamara Belous : Janet
- Christopher Rob Bowen (VF : Jacques Albaret) : Rob
- Vivian Benitez : Lisa
- Megan Leonard (VF : Françoise Escobar) : Vicky
- Shea Buckner : Rusty
- Sean Paul Braud : Mr. Kuchar
- C. J. LeBlanc : Hoya